# Płotele
Płotele (lit. Platelių ežeras) – jezioro w północno-zachodniej Litwie, wchodzące w skład Żmudzkiego Parku Narodowego. Jest największym jeziorem na Żmudzi.

## Wyspa zamkowa
Na wyspie od wczesnego średniowiecza istniał gród obronny, przekształcony w XIV wieku w drewniany zamek. Zamek przebudowano za czasów królowej Bony (zamek był rezydencją namiestnika królowej, zarządzającego należącym do niej starostwem). Następnie zamek podupadał, w końcu XVI wieku był już w bardzo złym stanie. Do czasów dzisiejszych zachowały się ślady wałów oraz piwnic.
Wyspa była połączona mostem z półwyspem Święta Góra (Šventrokalnis), gdzie znajdowała się brama z dwiema wieżami strażniczymi. Do dzisiaj zachowały się resztki tej budowli.